# Madonna dell'Umiltà (Masolino Monaco)
La Madonna dell'Umiltà attribuita a Masolino è una tempera e oro su tavola (95,5x57 cm) databile al 1435 circa e conservata nell'Alte Pinakothek di Monaco di Baviera.

## Descrizione e stile
L'opera mostra la Madonna seduta su un cuscino (da cui la tipologia "dell'Umiltà"), mentre scopre un seno per allattarlo, a cui il Bambino si protende con un gesto naturalistico. Il tipo dell'Umiltà era in contrapposizione a quello della Maestà, dove Maria era invece raffigurata su un trono, ed era un'iconografia fu molto frequente a Firenze tra la fine del Trecento e i primi decenni del Quattrocento.
Ai lati si trovano due coppie di angeli oranti, mentre in alto si trova una rappresentazione della Trinità, con il Padre tra cherubini e serafini, tenente in mano un libro con l'alfa e l'omega ed indicante la colomba dello Spirito Santo, che discende verso Maria.
L'opera si basa sulle linee eleganti e ritmiche dei contorni, che disegnano sinuosi arabeschi in conformità con i dettami del gotico internazionale, con le falcate ritmiche che modulano la forma della veste di Maria. Il morbido sfumato nel volto della Vergine, di grande dolcezza, è tipico delle opere del maestro di Panicale e alcune notazioni danno all'opera un tono di realismo, per quanto lieve, ma pur sempre sufficiente per facilitare la collaborazione con Masaccio, facendo di Masolino il pittore attivo a Firenze più pronto a coglierne le novità. Ciò si vede soprattutto nella figura del Bambino ben tornito, che appare aggiornato a una certa plasticità, e in dettagli più liberi come la posizione della sua gamba che si intreccia col braccio della madre.